# 阿布兰特什
阿布兰特什（葡萄牙語：Abrantes）是葡萄牙中部大區圣塔伦区的一座城市，位于特茹河畔，面积714.7平方公里，人口39,325人（2011年）。

## 友好城市
- 法國 帕尔特奈